# 劉寧 (政治家)
劉 寧（りゅう ねい、1962年1月 - ）は、中華人民共和国の官僚・政治家。吉林省通化専区渾江市（現在は白山市に属す）出身。中国共産党河南省委員会書記。元中国共産党広西チワン族自治区委員会書記。元遼寧省省長、青海省省長。

## 経歴
1962年1月、吉林省通化専区渾江市で生まれる。1983年に清華大学水利工程系水電工程学科を卒業後、同年、長江流域規劃弁公室に入局。以後、長江水利委員会設計局清江工程設計室副主任、三峡設計室主任、枢紐処江埡工程部主任、技師次長、湖北長江入札有限公司総経理を歴任した。
2001年12月、中央に移り、南水北調計画設計管理局総技師に就任。翌年4月、中華人民共和国水利部副総技師を兼務。2003年2月、中華人民共和国水利部総技師に昇格。2009年1月、水利部副部長、党組成員に任命される。同年4月には国家防汛抗旱総指揮部秘書長、弁公室主任を兼務する。
2017年5月、党務に転じて青海省に赴任し、青海省党委員会副書記に就任した。同年8月には中国共産党青海省委員会政法委員会書記を兼任。2018年8月、第13期青海省人民代表大会常務委員会は7日の第5回会議で、王建軍省長の辞任届を受理し、劉寧を副省長兼省長代行に任命することを決定した。青海省第13期人民代表大会第2回で9月21日、省長代行の劉寧が省長に選出された。
2020年6月、遼寧省党委員会副書記、省政府党組書記に転出。翌月には同省省長代行を兼務する。2020年7月22日、劉寧は青海省人民政府省長を辞任しました。2020年、遼寧省第13期人民代表大会第4回会議で8月14日、省長代行の劉寧が省長に選出された。
2021年10月19日、広西チワン族自治区に移り、広西チワン族自治区党委員会書記に任命される。2022年1月21日、広西チワン族自治区人民代表大会常務委員会主任を兼務。
2024年12月31日、党務に転じて河南省に赴任し、河南省党委員会書記に就任した。